# Sakızlı Mehmed Pascià
Sakızlı Mehmed Pascià, letteralmente Maometto Pascià di Chio (... – 1649), era un Dey di Tripoli (r.1631-1649). Nato da una famiglia cristiana di origine greca sull'isola di Chio (conosciuta in turco ottomano come Sakız, da cui l'appellativo "Sakızlı"), si era convertito all'Islam dopo aver vissuto per anni in Algeria. Il suo governo fu efficace, portando pace e prosperità in Tripolitania e incrementando il commercio. Cercò di porre la Cirenaica sotto il suo controllo e fu tollerante in materia religiosa, permettendo ai missionari francescani di assistere gli schiavi cristiani. Il suo successore fu Osman Sakızlı, che continuò la sua politica.